# Wisłoka

El Wisłoka es un río del sureste de Polonia, afluente del Vístula, que tiene una longitud de 173 km y una cuenca hidrográfica de 4100 . El punto más alto del río se halla a 370  sobre el nivel del mar, mientras que el más bajo está 250 .
El río atraviesa o pasa cerca de las siguientes poblaciones: Krempna, Nowy Żmigród, Osiek Jasielski, Dębowiec, Jasło, Kołaczyce, Brzyska, Brzostek, Pilzno, Dębica, Zyrakow, Przeclaw, Mielec, Borowa y Gawluszowice.
Los principales afluentes del Wisłoka son:
- Jasiołka
- Tuszymka
- Wielopolka
- Ropa
- Grabinianka